# Tony Britten
Anthony Cristhopher Britten (...) è un compositore inglese.
Il suo brano più famoso è l'inno della UEFA Champions League, scritto in inglese, tedesco e francese nel 1992 è usato come sigla delle trasmissioni televisive dedicate alla competizione nei vari Paesi d'Europa. Il brano è un arrangiamento in chiave moderna di un inno di Georg Friedrich Händel, intitolato Zadok the Priest, facente parte della raccolta denominata "Coronation Anthems".

## Biografia
Studiò al Royal College of Music, poi trascorse i primi anni di carriera nel mondo del teatro come direttore musicale, collaborando anche con Cameron Mackintosh come supervisore musicale per molti spettacoli tra cui Godspell, The Rocky Horror Show e Oliver!. Lavorò poi per il National Theatre come arrangiatore e direttore musicale. Passato nel settore del cinema e della televisione, curò produzioni quali RoboCop. Collaborò anche con il regista Clive Donner.
Nel 1992 la UEFA gli commissionò la composizione dell'inno della UEFA Champions League, che fu inaugurata nel novembre 1992.